# Zainab Ahmed

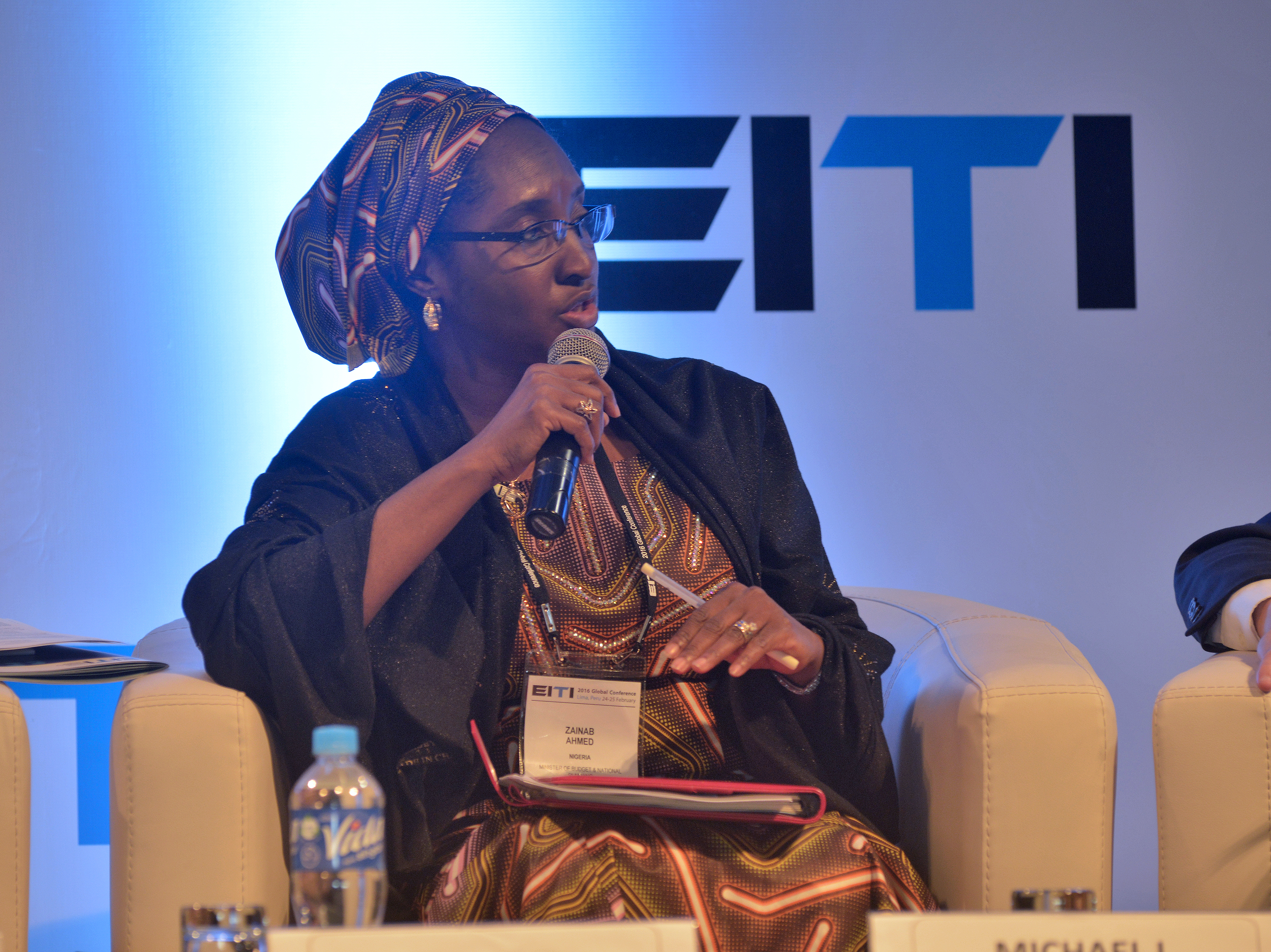
Zainab Ahmed durante a 7ª Conferência Global da Iniciativa de Transparência da Indústria Extrativa (EITI) em Lima, Peru.

Zainab Shamsuna Ahmed (nascida em 16 de junho de 1960) é uma contabilista nigeriana. Ela é a actual Ministra das Finanças, Orçamento e Planeamento Nacional nomeada em 21 de agosto de 2019 quando o Presidente Muhammadu Buhari trouxe os dois ministérios sob ela como um só, tornando-a a Ministra da Economia de fato.
Após a demissão do anterior Ministro das Finanças, Kemi Adeosun, a 14 de setembro de 2018, Zainab Ahmed foi nomeado Ministro das Finanças em setembro de 2018. Em 2015, foi nomeada Ministra de Estado do Orçamento e Planeamento Nacional pelo Presidente Muhammadu Buhari.